# Lonicera sempervirens
Lonicera sempervirens là một loài thực vật có hoa trong họ Kim ngân. Loài này được Carl von Linné mô tả khoa học đầu tiên năm 1753.

## Hình ảnh

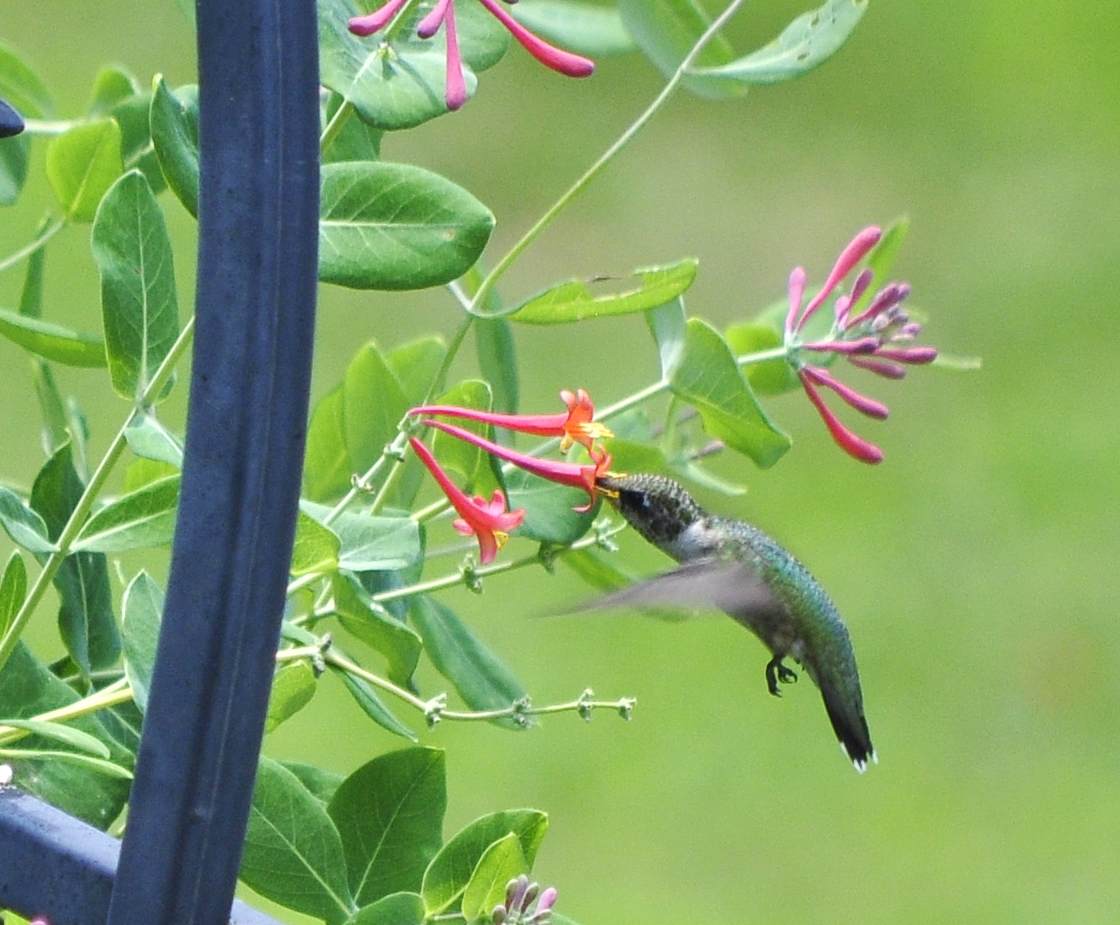
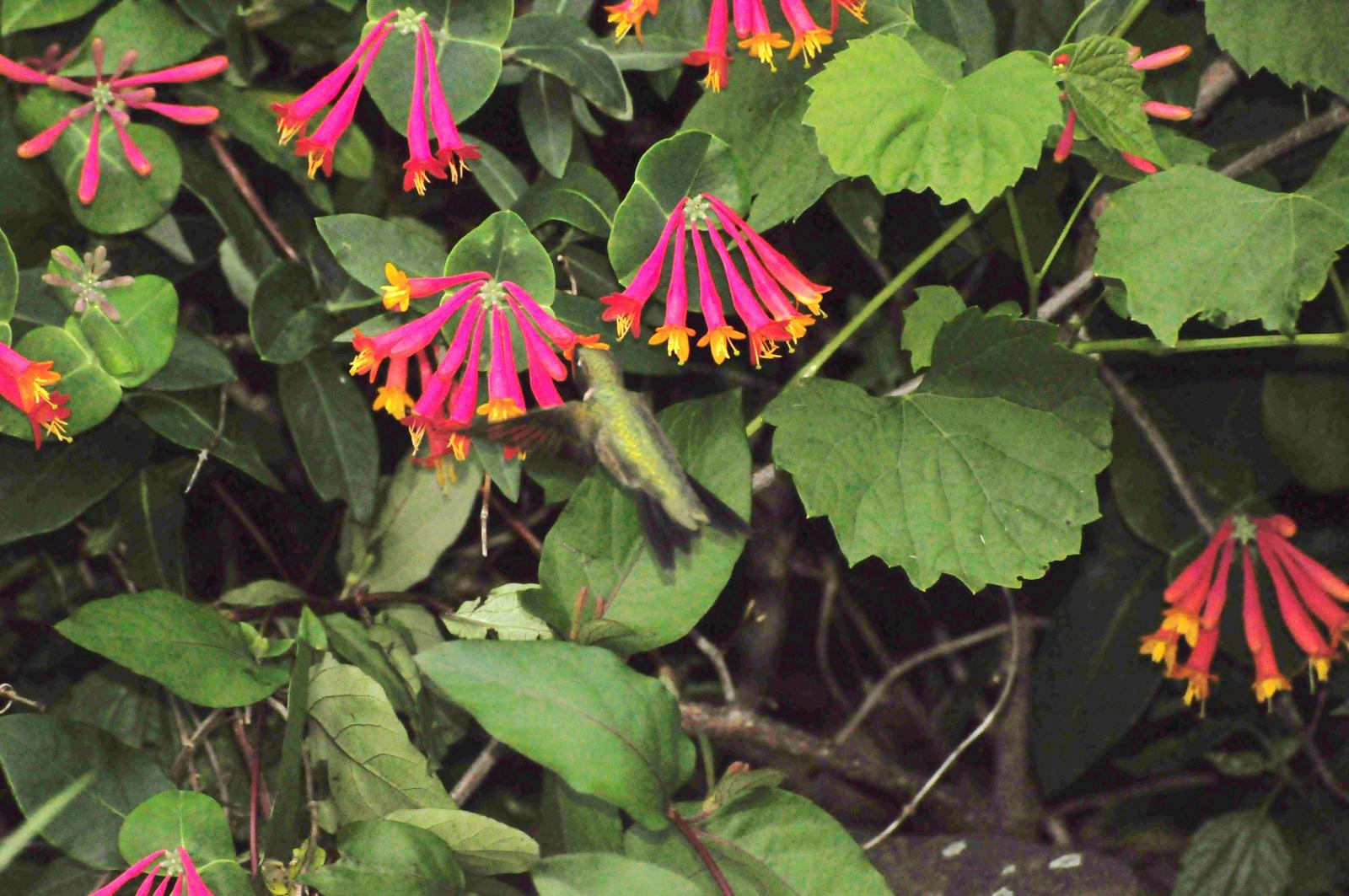
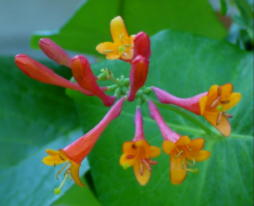
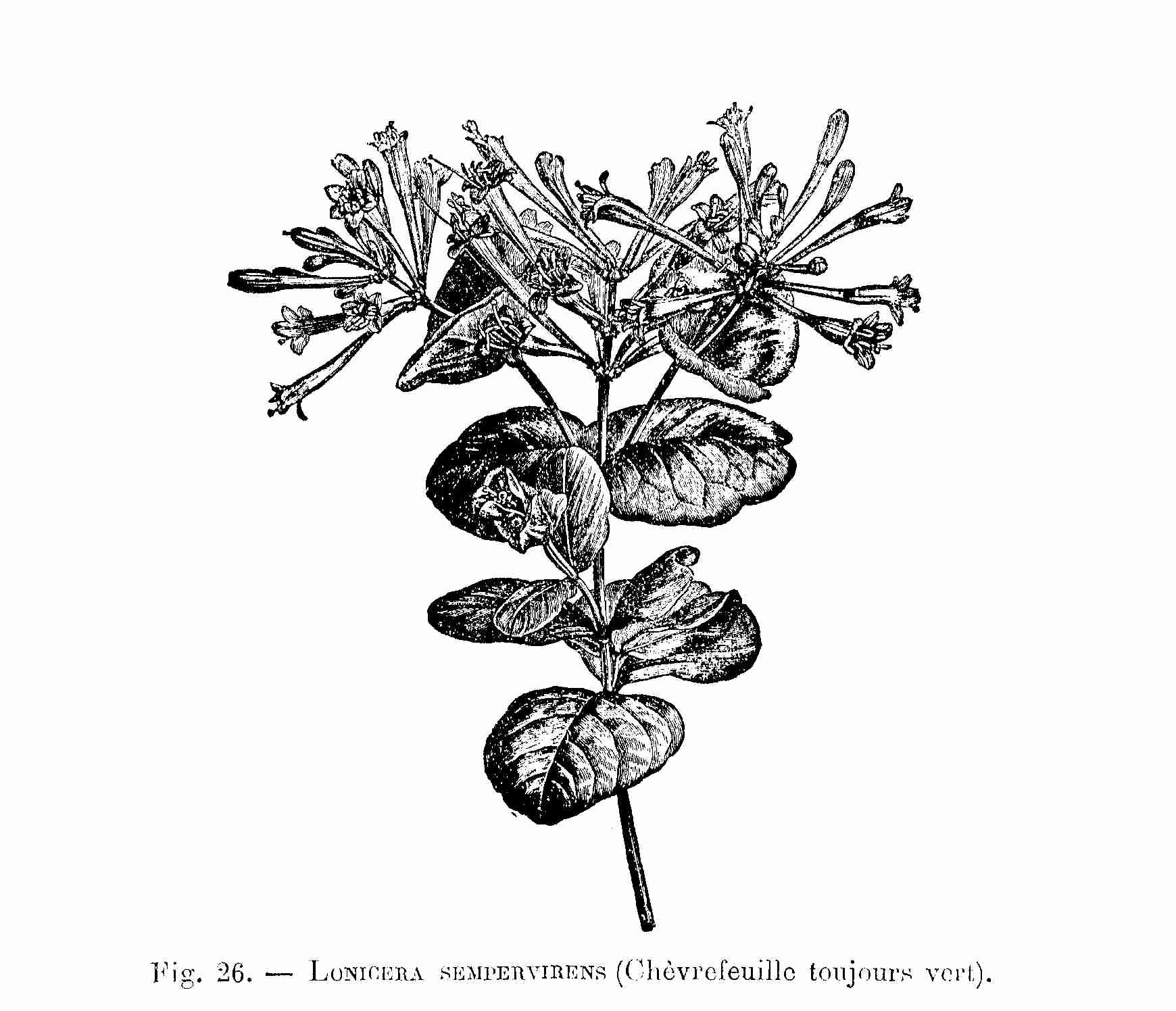